# گئورگ اشتولنورک
گئورگ اشتولنورک (به آلمانی: Georg Stollenwerk) بازیکن فوتبال و هافبک اهل آلمان است که از سال ۱۹۵۱ میلادی عضو تیم ملی فوتبال آلمان بوده‌است. وی در ۲۳ بازی ملی حضور داشته است و آخرین بازی ملی خود را در سال ۱۹۶۰ میلادی انجام داد. گئورگ اشتولنورک در بازی‌های ملی‌اش ۲ گل به ثمر رساند.